# The Bell Tower
The Bell Tower är en kammaropera i en akt med musik av Ernst Krenek. Det engelska librettot skrevs av Krenek och bygger på en novell av Herman Melville, vars mystiska händelser endast antyds i historien blev i Kreneks verk en utgångspunkt för dramats utveckling. Operan var en beställning av Fromm Foundation och skrevs åren 1955–56. Den hade premiär den 17 mars 1957 på University of Illinois at Urbana-Champaign (inspelad på CRS 5).

## Personer
| Roller     | Stämma  | Premiärbesättning 17 mars 1957 (Dirigent: ) |
| ---------- | ------- | ------------------------------------------- |
| Bannadonna | baryton |                                             |
| Giovanni   | bass    |                                             |
| Una        | sopran  |                                             |